# 1959 en sport

Cet article présente les faits marquants de l'année 1959 en sport.

## Automobile
- 12 décembre : à l'issue du GP des États-Unis, dernière épreuve de la saison, disputée sur le circuit de Sebring, et remportée par Bruce McLaren, Jack Brabham remporte le championnat du monde de Formule 1 au volant d'une Cooper-Climax. Avec 31 points, il devance Tony Brooks (Ferrari, 2e à 4 points) et Stirling Moss (Cooper, 3e à 5,5 points).
- Lee Petty remporte le championnat de la série NASCAR avec un montant total de 45,570 $  (USD).
- Honda participe pour la première fois au Tourist Trophy de l'île de Man et remporte le prix du constructeur.

## Baseball
- Les Los Angeles Dodgers remportent les World Series face aux Chicago White Sox.

## Basket-ball
- Les Boston Celtics sont champion NBA en battant en finales les Minneapolis Lakers 4 manches à 0.
- Roanne est champion de France.

## Boxe
- 1er mai : Floyd Patterson conserve son titre de champion du monde des poids lourds à la boxe en battant Brian London par K.O. au 11e round à Indianapolis.
- 26 juin : Ingemar Johansson devient le nouveau champion du monde des poids lourds à la boxe en battant Floyd Patterson par arrêt de l'arbitre au 3e round à New York.

## Cyclisme
- Le 46e Tour de France est remporté par l'Espagnol Federico Bahamontes (+ montagne), deuxième le Français Henry Anglade et troisième le Français Jacques Anquetil, meilleur sprinter André Darrigade.
- Le championnat du monde sur route est remporté par André Darrigade , devant Michele Gismondi et Noël Foré.

## Football
- Février : première diffusion du Clasico Real-Barça par la télévision espagnole. À cette occasion, la télévision espagnole ouvre des relais à Barcelone et à Saragosse. Valence sera couverte en février 1960, Bilbao en décembre 1960.
- 12 novembre : crise en France entre football et TV à la suite de la diffusion sur la chaîne unique française du match Hongrie-Allemagne. La FFF qui n'avait pas donné son feu vert à cette diffusion bloque désormais toutes diffusions !
  - Article détaillé : 1959 en football

## Football américain
- 27 décembre : Baltimore Colts champion de la National Football League. Article détaillé : Saison NFL 1959.

## Golf
- 18 juillet : l'Américain William Wright est le premier joueur de golf noir à gagner un tournoi majeur de golf.

## Hockey sur glace
- Les Canadiens de Montréal remportent la Coupe Stanley 1959.
- Coupe Magnus : Chamonix sacré champion de France.
- Le Canada remporte le championnat du monde.
- SC Berne champion de Suisse.

## Jeux méditerranéens
- La troisième édition des Jeux méditerranéens se tient du 11 au 23 octobre à Beyrouth (Liban).

## Moto
- Honda participe pour la première fois au Tourist Trophy de l'île de Man et remporte le prix du constructeur.

## Rugby à XIII
- 3 mai : à Toulouse, Villeneuve-sur-Lot remporte le Championnat de France face à Lézignan 24-16.
- 17 mai : à Carcassonne, le XIII Catalan remporte la Coupe de France face à Avignon 7-0.

## Rugby à XV
- 24 mai : le RC France devient champion de France en battant en finale, au Parc municipal des sports de Bordeaux, le Stade montois sur le score de 8-3.
- La France remporte le Tournoi des Cinq Nations.

## Naissances
- 17 janvier : Lutz Hesslich, coureur cycliste allemand.
- 26 janvier : Salvador Sánchez, boxeur mexicain. († 12 août 1982).
- 21 janvier : José Uribe, joueur de baseball américano-dominicain. († 8 décembre 2006).
- 31 janvier : Arto Härkönen, athlète finlandais, lanceur de javelot.
- 2 février : Hubertus Von Hohenlohe, skieur alpin mexicain.
- 4 février : Lawrence Taylor, joueur de football US américain.
- 11 février : 
  - David López-Zubero, nageur espagnol.
  - Roberto Moreno, pilote automobile brésilien de Formule 1 ayant disputé 42 Grands Prix entre 1987 et 1995.
- 16 février : John McEnroe, joueur de tennis américain.
- 21 mars : Hans Staub, cavalier suisse de dressage.
- 31 mars : Thierry Claveyrolat, coureur cycliste français. († 7 septembre 1999).
- 2 avril : Juha Kankkunen, pilote automobile (rallye) finlandais.
- 20 avril : Gary Lupul, joueur canadien de hockey sur glace. († 18 juillet 2007).
- 27 avril : Jean Le Cam, skipper (voile) français.
- 19 mai : Paul Cayard, skipper (voile) franco-américain.
- 31 mai : Andrea De Cesaris, pilote automobile italien de Formule 1 ayant disputé 208 Grands Prix entre 1980 et 1994.
- 1er juin :
  - Thierry Rey, judoka français, champion du monde en 1979 et champion olympique en 1980.
  - Martin Brundle, pilote automobile britannique de Formule 1 ayant disputé 158 Grands Prix entre 1984 et 1996.
- 10 juin : Carlo Ancelotti, footballeur puis entraîneur italien. Vainqueur de la Coupe des clubs champions 1989, 1990, 2003 et 2007. (26 sélections en équipe nationale).
- 21 juin : Tom Chambers, joueur de basket-ball américain.
- 24 juin : Richard Melillo, judoka français.
- 6 juillet : Richard Dacoury, basketteur français.
- 16 juillet : Gerd Wessig, athlète est-allemand, champion olympique du saut en hauteur aux Jeux de Moscou en 1980.
- 24 juillet : Giuseppe Abbagnale, rameur italien, champion olympique d'aviron en deux barré aux Jeux de Los Angeles en 1984 et de Séoul en 1988.
- 14 août : Magic Johnson, basketteur américain.
- 27 août :
  - Gerhard Berger, pilote automobile autrichien ayant obtenu 10 victoires en 210 Grands Prix de Formule 1 entre 1984 et 1997.
  - Dominique Sarron, pilote moto français.
- 7 septembre : Thierry Péponnet, skipper (voile) français.
- 18 septembre : Ryne Sandberg, joueur américain de baseball. († 28 juillet 2025).
- 27 septembre : Beth Heiden, patineuse de vitesse, cycliste et skieuse américaine.
- 2 octobre : Luis Fernandez, footballeur français.
- 3 octobre : Fred Couples, golfeur américain.
- 11 octobre :
  - Wayne Gardner, pilote moto australien.
  - Paul Haghedooren, coureur cycliste belge. († 9 novembre 1997).
- 30 octobre : Marc Alexandre, judoka français, champion olympique des légers aux Jeux de Séoul en 1988.
- 2 novembre : Saïd Aouita, athlète marocain.
- 30 novembre : Marc Alexandre, judoka français.
- 1er décembre : Loïck Peyron, skipper (voile) français.
- 10 décembre :
  - Christophe Auguin, skipper (voile) français.
  - Mark Aguirre, joueur américain de basket-ball.
- 21 décembre : Florence Griffith Joyner, athlète américaine.

## Décès
- 22 janvier : Mike Hawthorn, 29 ans, pilote de course automobile anglais, champion du monde de Formule 1 en 1958. (° 10 avril 1929).
- 22 février :
  - Francis Pélissier, 62 ans, coureur cycliste français. (° 16 juin 1896).
  - Harold Hardwick, 70 ans, nageur australien, champion Olympique du relais 4×200 m libre en 1912. (° 14 décembre 1888).
- 3 mars : Paul Nicolas, 59 ans, joueur de football français. (° 4 novembre 1899).
- 28 mai : Charles Pélissier, 56 ans, coureur cycliste français. (° 20 février 1903).
- 28 septembre : Rudolf Caracciola, 58 ans, pilote de course automobile allemand puis suisse, champion d'Europe de la montagne en 1930, 1931 et 1932 et Champion d'Europe des pilotes en 1935, 1937 et 1938 (° 30 janvier 1901).
- 29 septembre : Julius Beresford, rameur britannique (° 29 juin 1868).
- 18 octobre : Boughéra El Ouafi, athlète français (° 15 octobre 1898).